# Haaralm
Die Haaralm ist eine Alm im Urschlauer Forst auf dem Gebiet der Gemeinde Ruhpolding.
Sechs der ehemals neun Kaser der Haaralm sowie die Fundamente eines weiteren Kasers und eine Klaubsteinmauer stehen unter Denkmalschutz und sind unter der Nummer D-1-89-140-148 in die Bayerische Denkmalliste eingetragen.

## Baubeschreibung
Bei der Haaralm handelt es sich um eine Hochalm, die aus neun Kasern bestand. Erhalten sind (in Reihenfolge von Westen nach Osten):
- Bauer im Winkl, gemauerter Kaser mit scharschindelgedecktem Steildach, an der Firstpfette mit dem Jahr 1825 bezeichnet;
- Ramslerkaser, Blockbau aus dem Ende des 18. Jahrhunderts;
- Blicknerkaser, gemauerter Blockbau mit Kniestock, bezeichnet mit dem Jahr 1807;
- Stallerkaser (vormals Wieserkaser), gemauerter Blockbau mit Kniestock, an der Firstpfette mit dem Jahr 1790 bezeichnet;
- Almbauerkaser, Blockbau, bezeichnet mit dem Jahr 1766;
- Sulznerkaser, Blockbau, bezeichnet mit dem Jahr 1775;
- östlich des Sulznerkasers Kaserfundamente;
- südwestlich des Sulznerkasers eine Klaubsteinmauer.

## Heutige Nutzung
Die Haaralm wird landwirtschaftlich genutzt, ist bewirtet und in der Regel zwischen Mitte Mai und Ende September geöffnet, bei schönem Wetter bis Kirchweih im Oktober.

## Lage
Die Haaralm liegt in den Chiemgauer Alpen südlich des Hochfelln unterhalb der Haaralmschneid auf einer Höhe von 1300 m ü. NN.
Auf der Haaralm befindet sich auch die Siemens-Jagdhütte, die früher der Unternehmerfamilie Siemens gehörte.